# Grootfontein
Infobox Gemeinde in Namibia – Bitte den veralteten Parameter Stadtverwaltung entfernen

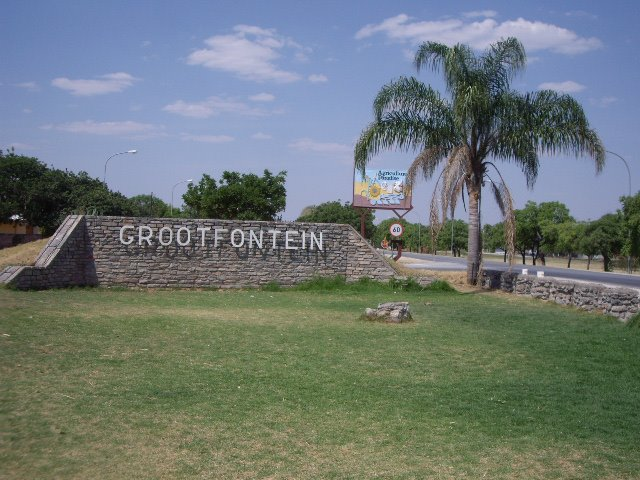
Einfahrt nach Grootfontein

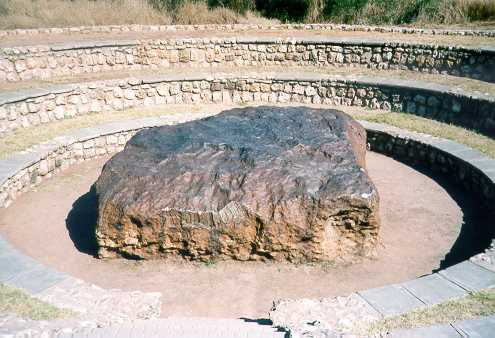
Hoba-Meteorit bei Grootfontein

Grootfontein (afrikaans für Große Quelle) ist eine Gemeinde im gleichnamigen Wahlkreis Grootfontein in der Region Otjozondjupa in Namibia. Im Jahr 2023 hatte die Stadt knapp 27.000 Einwohner auf einer Fläche von 61,71 km².
Die Damara nannten den Platz Gei-ǀousKlicklaut, die Herero bezeichneten ihn als Otjiwanda Tjongue, was „Hügelrand des Leoparden“ bedeutet.

## Geographie
Die Stadt Grootfontein liegt 1460 Meter über dem Meeresspiegel im Maisdreieck (auch „Kupfer-Dreieck“) zusammen mit Otavi und Tsumeb, dem landwirtschaftlich intensiv genutzten Gebiet der Otaviberge mit hohen Niederschlagswerten.
Sehenswürdigkeiten in der näheren Umgebung sind das Drachenhauchloch und der 60 Tonnen schwere Hoba-Meteorit.

### Klima
Der durchschnittliche jährliche Regenfall beträgt etwa 550 Millimeter, was deutlich über dem namibischen Durchschnitt liegt und Ackerbau erlaubt.
|                       | Jan   | Feb   | Mär  | Apr  | Mai  | Jun  | Jul  | Aug  | Sep  | Okt  | Nov  | Dez  |   |       |
| Mittl. Tagesmax. (°C) | 30,9  | 29,8  | 29,4 | 28,5 | 26,5 | 24,0 | 23,8 | 26,8 | 30,6 | 32,1 | 31,9 | 31,3 | ⌀ | 28,8  |
| Mittl. Tagesmin. (°C) | 18,5  | 18,0  | 17,1 | 14,4 | 10,4 | 7,1  | 6,8  | 9,6  | 13,8 | 16,9 | 18,0 | 18,4 | ⌀ | 14,1  |
|                       |       |       |      |      |      |      |      |      |      |      |      |      |   |       |
| Niederschlag (mm)     | 141,7 | 127,0 | 99,6 | 30,1 | 4,3  | 0,4  | 0    | 1,3  | 4,9  | 21,5 | 51,6 | 70,7 | Σ | 553,1 |
|                       |       |       |      |      |      |      |      |      |      |      |      |      |   |       |
| Luftfeuchtigkeit (%)  | 58    | 66    | 66   | 70   | 51   | 48   | 43   | 34   | 28   | 33   | 42   | 46   | ⌀ | 48,6  |

| 18,5 |

| 18,0 |

| 17,1 |

| 14,4 |

| 10,4 |

| 7,1 |

| 6,8 |

| 9,6 |

| 13,8 |

| 16,9 |

| 18,0 |

| 18,4 |

| 18,5 |

| 18,0 |

| 17,1 |

| 14,4 |

| 10,4 |

| 7,1 |

| 6,8 |

| 9,6 |

| 13,8 |

| 16,9 |

| 18,0 |

| 18,4 |

### Naturdenkmal
Der Baobab, ein Afrikanischer Affenbrotbaum (Adansonia digitata), auch als Reuse Kremetartboom und Baum 1063 bekannt, ist ein Baumriese auf dem Gelände der Farm Keibib Nr. 1063, etwa 60 km nördlich von Grootfontein. Der Baobab, der zu Zeiten seiner Ernennung als Denkmal als der größte bekannte Affenbrotbaum des Landes galt, hat einen Stammumfang von 18,5 Meter, seine Äste sind bis zu 12 Meter lang und sein Alter wird auf bis zu 3.000 Jahre geschätzt. Seit dem 2. Juli 1951 ist er ein Nationales Denkmal Namibias.

## Geschichte

### Gründung
Im Jahr 1885 ließen sich 40 Burenfamilien – Dorslandtrekker – in dem von dem Händler und Jäger William Worthington Jordan vom Ondonga-König Kambonde kaMpingana erworbenen Gebiet nieder, das auch die Kupferminen im Otavi-Bergland umfasste. Sie waren mit anderen in den Jahren 1878 und 1881 aus dem Nordwesten Transvaals im heutigen Südafrika nach Angola gezogen, waren der portugiesischen Verwaltung überdrüssig und wollten hier einen neuen Anfang machen. Sie nannten das Gebiet Upingtonia nach dem Gouverneur der Kapprovinz Sir Thomas Upington, in der Hoffnung auf dessen Schutz, jedoch ohne dessen Zustimmung. Der Schweizer Botaniker Hans Schinz, der 1885–1887 Südwestafrika bereiste, beschrieb in seinen Veröffentlichungen ausführlich das Leben der Buren in Grootfontein. Inzwischen hatte das Deutsche Reich mit den Herero „Schutzverträge“ ausgehandelt, die auch dieses Gebiet umfassten, doch war es nicht in der Lage, den Buren den gewünschten Schutz zu bieten. Jordan wurde am 30. Juni 1886 auf Geheiß des Bruders von Kambonde im Ovamboland ermordet. Schließlich erfolgte 1887 der Abzug der Buren, teils zurück nach Angola, teils nach Südafrika.

### Unter deutscher Kolonialverwaltung

Das Fort in Grootfontein, um 1910

Am 18. August 1892 wurde in London die South West Africa Company Limited (SWACO) gegründet, um die Damaraland-Konzession der deutschen Regierung zu übernehmen. Die Konzession enthielt das vormalige Gebiet der Republik Upingtonia sowie ausgedehnte Minen- und Eisenbahnrechte. Sie war mit der Auflage verbunden, den nördlichen Teil des „Schutzgebietes“ zu entwickeln. Sofort nach Gründung der Gesellschaft wurden Expeditionen zur Erforschung der Erzvorkommen und des Bahnbaus ausgesandt; Generalvertreter der Gesellschaft war Georg Hartmann, der Grootfontein als Hauptsitz wählte und zwei Gebäude errichten ließ. 1894 erlaubte er mit Genehmigung der Reichsregierung 25 Burenfamilien unter ihrem Führer Kommandant Lombard, die auf dem Trek von Transvaal nach Angola waren, sich in Grootfontein niederzulassen. Als der Landeshauptmann Theodor Leutwein 1895 Grootfontein besuchte, fand er laut Kolonialblatt „ein freundliches Bauerndorf“ vor. Im September 1896 wurden in Grootfontein 25 Mann der Deutschen Schutztruppe unter Leutnant Steinhausen stationiert und die Militärstation, das sogenannte Alte Fort, errichtet. Dieses dient heute als sehenswertes heimatkundliches Museum. Von 1897 bis 1899 war Stabsarzt Philaletes Kuhn Distriktschef von Grootfontein und 1899 bis 1904 Oberleutnant Richard D. Volkmann. Unter Kuhn wurde das damalige sumpfige und malariaverseuchte Quellgebiet saniert und Grootfontein damit zu einem malariafreien Platz entwickelt.
Der provisorische Schulunterricht in den Räumen der SWA Company fand ein Ende, als 1902 Grootfontein eine Regierungsschule erhielt mit dem Schulleiter Otto Rohmann. Geschäftsführer der SWACO war der norwegische Ingenieur Tobias Toennesen, der 1900 für die Bahnprojekte der OMEG ins Land gekommen war.
Vom Hereroaufstand 1904 erfuhr man in Grootfontein wegen der relativen Abgeschiedenheit erst Tage nach dessen Ausbruch. Daraufhin wurde die Truppe in Verteidigungsbereitschaft gesetzt, die Ansiedler per Boten gewarnt und in die Station gerufen. Am 18. Januar ritt eine starke Patrouille aus Reitern der Schutztruppe und Freiwilligen den heranziehenden Herero unter ihrem Häuptling Mbatona entgegen. Nach etwa 20 Kilometern kam es bei der Farm Uitkomst zu einem heftigen Gefecht, bei dem Mbatona und viele seiner Mitstreiter fielen. Auch die Patrouille hatte einen Todesfall und etliche Verwundete zu beklagen. Am Tag darauf wurden die Außenstationen Otjituuo und Okatjoruu sowie die Farm Okatjongeama überfallen, wobei zwei Reiter und zwei Farmer erschlagen wurden. Die Bedrohung des Bezirks ließ ab März nach, als sich die Herero am Waterberg zu versammeln begannen. Zu der Zeit befand sich der vom Kolonialamt ausgesandte Ansiedlungskommissar Paul Rohrbach in Grootfontein. In seinem Buch Aus Südwest-Afrikas schweren Tagen beschrieb er tagebuchartig die Ereignisse dieser Wochen.
Die heutige Ortsmitte wurde 1907 im Auftrag der SWA Company durch den Landmesser Steffen aufgemessen, sie erhielt die damaligen Straßennamen, und 1908 erreichte die Bahn von Otavi her den Ort. Neue Wohngebäude wurden errichtet, die Warengeschäfte von Wecke & Voigts und Rothe & Hagen ließen sich nieder, das Nord-Hotel wurde eröffnet, auch das in den 1930er Jahren abgebrannte „Central-Hotel“ (heute „Meteor-Hotel“) und weitere Geschäfte entstanden. Die Minen in Abenab und Berg Aukas konnten nun in großem Stil ihre Zink- und Vanadium-Erze transportieren, und Grootfontein entwickelte sich stetig zu einem wichtigen Handels- und Agrarzentrum.
Im Ersten Weltkrieg war Grootfontein kurzzeitig der Verwaltungssitz von Deutsch-Südwestafrika, nachdem die Hauptstadt Windhoek im Mai 1915 an die Südafrikaner gefallen war.

### Südafrikanische Verwaltung

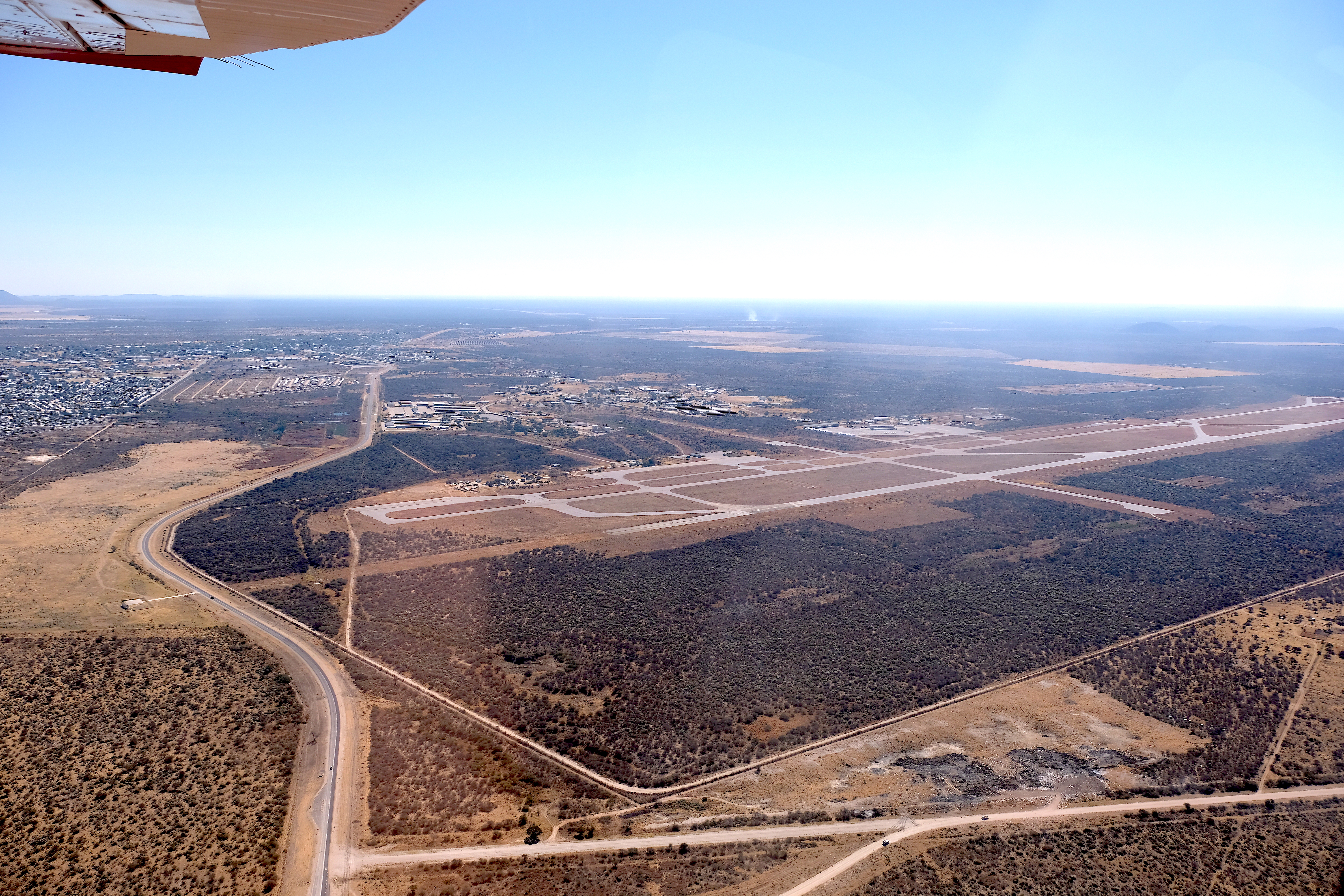
Militärflugplatz Grootfontein (2018).
Im Hintergrund die Stadt.

Im Juli 1915 wurde Grootfontein von südafrikanischen Unionstruppen besetzt, und der letzte deutsche Bezirksamtmann Berengar von Zastrow übergab an den Militärmagistrat Major J. H. Mayne. Diesem folgte 1916 Major Frank Harold Brownlee und 1918 Captain R. H. G. Gage, der den Ort bis 1919 verwaltete. Ab Januar 1920, als Südafrika vom Völkerbund die ehemalige deutsche Kolonie als C-Mandat zur Verwaltung übertragen bekam, wurde die Militärverwaltung durch Zivilverwaltung abgelöst. Nun waren südafrikanische zivile Magistraten für Ort und Bezirk (einschließlich der Ortschaften Tsumeb und Otavi) verantwortlich. Sie residierten nicht mehr in der Militärstation, sondern zogen in das neu erbaute und heute noch bestehende Gerichtsgebäude, das auch die Polizei beherbergt. Die Ortsverwaltung wurde anfänglich noch von der SWA-Company bestritten, 1933 wurde ein sogenannter Village Management Board gebildet, das für Elektrizität, Wasser, Abfuhrwesen, Straßenunterhalt etc. zuständig war. Im September 1947 erhielt der Ort schließlich eine Gemeinde mit Gemeindeverwaltung (Municipality); erster Bürgermeister von Grootfontein wurde der Rechtsanwalt James Rathbone.
Einen bedeutenden Beitrag zur Entwicklung der Landwirtschaft im Bezirk hatte die Rietfontein Molkerei, rund 35 Kilometer westlich von Grootfontein. August Stauch, dem die Farm Rietfontein gehörte, initiierte den Ankauf freien Landes und gründete mit Kapital der deutschen Regierung die Land-& Settlement Co. Einschließlich Rietfontein verfügte sie über rund 54000 Hektar Land, von dem zu günstigen Bedingungen Farmen abgegeben wurden. Um den Farmern ein regelmäßiges Einkommen zu ermöglichen, wurde eine Molkerei gegründet, die Butter erzeugte. So konnten die Farmer ihre Kühe melken, die Milch zentrifugieren und die gewonnene Sahne der Molkerei liefern. Zusätzlich konnten mit der anfallenden Magermilch Schweine gemästet werden. Auf diese Weise wurde der Schuldendruck gemildert, da die Farmer üblicherweise nur bei den jährlichen Viehverkäufen Einkünfte hatten und ihre Betriebe sonst mit Krediten finanzieren mussten. 1946 wurde die während des Krieges als Feindvermögen beschlagnahmte Gesellschaft von der durch die Farmerschaft gegründeten Rietfontein Cooperative Creamery erworben und saniert. Bis in die 1970er Jahre erwies sie sich als wichtige Stütze für die Existenz der Milch produzierenden Farmer.
Für Handel, Gewerbe und Beschäftigung waren neben Farmerei und der SWA Company ab 1943 die SWANLA (South West African Native Labour Association) sehr wichtig. Diese Organisation hatte ihren Sitz in Grootfontein, betrieb die Anwerbung von Kontraktarbeitern in den nördlichen Stammesgebieten und vermittelte diese an Arbeitgeber wie die Minen- und Fischindustrie, Farmer und auch Haushalte im ganzen Land. Zwischen An- und Abreise von und zu ihren Bestimmungsorten waren die Arbeiter in den Gebäuden der SWANLA untergebracht. Kamen sie von ihrem saisonalen Arbeitseinsatz zurück, war für sie in Grootfontein die letzte Möglichkeit, notwendige Waren für daheim zu erwerben. Die vielen auf diese Kundschaft spezialisierten Läden im Ort machten dann gute Geschäfte. 1976 wurde die SWANLA aufgelöst und das Kontraktsystem abgeschafft, was für den Ort eine starke wirtschaftliche Einbuße mit sich brachte.
Der regionale Flughafen Grootfontein, der anfangs hauptsächlich dem Lufttransport der von der SWANLA angeworbenen Saisonarbeiter zu den Diamantminen und der Fischindustrie diente, wurde in den 1970er Jahren zu einem bedeutenden Militärflugplatz ausgebaut, zusammen mit der Errichtung einer großen Garnison der südafrikanischen Streitkräfte.

## Kommunalpolitik
Bei den Kommunalwahlen 2020 wurde folgendes amtliche Endergebnis ermittelt.
| Partei                   | Stimmen | Stimmenanteil | Sitze |
| ------------------------ | ------- | ------------- | ----- |
| SWAPO                    | 1727    | 55,41 % ▼     | 4 ▼   |
| IPC                      | 0653    | 20,95 %       | 2     |
| PDM                      | 0309    | 09,91 %       | 1 ▬   |
| UDF                      | 0203    | 06,51 %       | 0     |
| APP                      | 087     | 02,79 % ▼     | 0     |
| LPM                      | 087     | 02,79 %       | 0     |
| RP                       | 051     | 01,64 % ▼     | 0     |
| Wahlbeteiligung: 45,31 % |         |               |       |
| Insgesamt                | 3117    | 100,00 %      | 7     |

## Wirtschaft und Verkehr
Grootfontein ist heute nach Tsumeb die zweitgrößte Stadt des Otavidreiecks und ein wichtiges lokales Wirtschaftszentrum. Aufgrund des für Namibia vergleichsweise hohen Jahresniederschlages ist die Region um Grootfontein ausgesprochen gut für die Produktion von Feldfrüchten geeignet. Darüber hinaus spielen auch die Rinderhaltung sowie der Kupferabbau eine wichtige Rolle. Die Stadt besitzt Anschluss an das namibische Straßen- und Schienennetz über die Nationalstraße B8 und eine Verlängerung der Otavibahn. Der Flughafen Grootfontein ist größter regionaler Flughafen im Otavidreieck.

## Bildungseinrichtungen
Der Deutsche Schulverein Grootfontein unterhält das seit 1938 betriebene Schülerheim, seit 2022 unterrichtet die Deutsche Schule Grootfontein in den Räumen der Karstveld Academy.

### Grundschulen
- Deutsche Privatschule Grootfontein[7]
- Gerson Tjombe Primary School
- Kalenge Primary School
- Makalani Primary School
- Shamalindi Primary School
- W. Nortier Primary School

### Oberschulen
- Grootfontein Secondary School
- Fridrich Awaseb Secondary School
- Grootfontein Agri College

### Kombinierte Schulen
- Karstveld Academy[8]

## Städtepartnerschaften
- Kunshan, Volksrepublik China

## Söhne und Töchter der Stadt
- Inge Zaamwani-Kamwi (* 1958), Politikerin und Ministerin
- Leon Jooste (* 1969), Politiker und Minister
- Globine Mayova (* 1988), Leichtathletin
- Behati Prinsloo (* 1988), internationales Model
- Beatrice Masilingi (* 2003), Leichtathletin